# Список серій аніме «NHK ni Youkoso!»
Аніме-серіал «NHK ni Youkoso!» — це адаптація манґи, опублікована холдингом Gonzo. Режисером виступив Юсукі Ямамото. Аніме складається з 24-ох серій. Транслювалося з 10 липня по 18 грудня 2006 року на Chiba TV.

## Список епізодів
| Номер | Назва                                                   | Дата показу в Японії |
| --- | ------------------------------------------------------- | -------------------- |
| 01 | Welcome to the Project! «(プロジェクトにようこそ!)»     | 10 липня 2006        |
| Тацухіро Сато — схиблений на теорії змови 22-річний хікікоморі, який перестав ходити до університету і живе в повній ізоляції від суспільства. Він вірить в існування NHK, таємної організації, що слідкує за ним. Навіть вихід з власної квартири для хлопця є важким випробуванням. Проте одного дня він зустрічає таємничу дівчину Місакі Накахара.                   |                                                         |                      |
| 02 | Welcome to the Creator! «(クリエイターにようこそ!)»     | 17 липня 2006        |
| Місакі пропонує Сато підписати з нею договір, згідно з яким дівчина допоможе герою перестати бути хікікоморі. Сато наважується вийти з квартири, щоб сусіда, музика якого дошкуляє герою протягом вже довгого періоду. Тацухіро з подивом дізнається, що його сусід — Каору Ямадзакі, колишній однокласник, який тепер навчається в університеті розроблювати відеоігри. |                                                         |                      |
| 03 | Welcome to the Beautiful Girl! «(美少女にようこそ!)»    | 24 липня 2006        |
| Сато бреше Місакі, сказавши, що він не хікікоморі, а розробник ігор. Дівчина ж попросила Тацухіро продемонструвати свою гру, давши останньому для цього місяць часу. Головний герой просить допомоги в Каору, на що той погоджується, запропонувавши створити гру в жанрі візуальна новела і розподілити обов'язки. Сато дісталася робота зі складання сценарію.         |                                                         |                      |
| 04 | Welcome to the New World! «(新世界にようこそ!)»         | 31 липня 2006        |
| Каору веде Тацухіро в «святу землю отаку», Акіхабару, сподіваючись, що вона надихне їх на роботу. Головний герой випадково зустрічає свою колишню однокласницю Хітомі Касіва. |                                                         |                      |
| 05 | Welcome to Counseling! «(カウンセリングにようこそ!)»    | 7 серпня 2006        |
| Після певних вагань Тацухіро йде на угоду з Місакі. Вони починають зустрічатися в парку. |                                                         |                      |
| 06 | Welcome to the Classroom! «(クラスルームにようこそ!)»   | 14 серпня 2006       |
| Тацухіро дізнається, що в Каору є дівчина. Щоб дізнатися, хто це, Сато слідкує за Каору до університету. Проте в головного героя з'являється страх перед великою кількістю людей, тому, дізнавшись особу дівчини, Сато тікає з університету. |                                                         |                      |
| 07 | Welcome to the Moratorium! «(モラトリアムにようこそ!)»  | 21 серпня 2006       |
| Головному герою телефонує матір, яка каже йому, що вона має приїхати до нього, щоб обговорити його майбутнє. |                                                         |                      |
| 08 | Welcome to the Chinatown! «(中華街にようこそ!)»         | 28 серпня 2006       |
| Сато з усіх сил намагається очистити свою брудну квартиру, перш ніж приїде його мати. Місакі погоджується допомогти йому. Тацухіро, Місакі і матір Сато обідають в китайському ресторані. |                                                         |                      |
| 09 | Welcome to the Summer Days! «(夏の日にようこそ!)»       | 4 вересня 2006       |
| Місакі запрошує Сато піти на фестиваль, проте головний герой розгублений - Тацухіро тривожать почуття до дівчини. Через це Сато не може сконцентруватися на написанні сценарію. |                                                         |                      |
| 10 | Welcome to the Dark Side! «(ダークサイドにようこそ!)»   | 11 вересня 2006      |
| Тацухіро і Каору вважають, що Місакі цілеспрямовано вводить їх в оману. Вони слідкують за героїнею, щоб дізнатися її справжні мотиви. |                                                         |                      |
| 11 | Welcome to the Conspiracy! «(陰謀にようこそ!)»          | 18 вересня 2006      |
| Почуття самотності наштовхують Хітомі приєднатися до таємничої групи в Інтернеті. В цей же час Тацухіро і Каору завершують створення гри для Natsucomi і готуються їхати. Однак дзвінок Сато від Хітоми змінює плани хлопців. |                                                         |                      |
| 12 | Welcome to the Offline Gathering! «(オフ会にようこそ!)» | 25 вересня 2006      |
| Тацухіро і Хітомі, зустрівшись з іншими членами інтернет-групи, відправляються на віддалений острів. Похмура атмосфера і поганий настрій, що панує серед членів групи, змушує Сато запідозрити про справжні наміри подорожі. |                                                         |                      |
| 13 | Welcome to Heaven! «(天国にようこそ!)»                  | 2 жовтня 2006        |
| Виявляється, що члени інтернет-групи вирішили зустрітися, щоб разом вчинити самогубство. Тим часом Джей Гасакі (наречений Хітомі), Каору і Місакі, зрозумівши, що має відбутися, поспішають на допомогу. |                                                         |                      |
| 14 | Welcome to Reality! «(現実（リアル）にようこそ!)»       | 9 жовтня 2006        |
| Після дружньої розмови "самогубці" відмовляються задуму. |                                                         |                      |
| 15 | Welcome to the Fantasy! «(ファンタジーにようこそ!)»     | 16 жовтня 2006       |
| Сато вирішує заробити трохи грошей за допомогою MMORPG гри Ultimate Fantasy. Проте головний герой стає залежним від гри і пропускає зустрічі з Місакі. |                                                         |                      |
| 16 | Welcome to Game Over! «(ゲームオーバーにようこそ!)»     | 23 жовтня 2006       |
| Каору і Місакі вирішують звільнити Тацухіро від залежності. |                                                         |                      |
| 17 | Welcome to Happiness! «(はぴねすにようこそ!)»           | 30 жовтня 2006       |
| Тацухіро зустрічає Мегумі Кобаясі, колишню однокласницю. Коли головний герой розповідає їй, що він хікікоморі, дівчина каже, що знає людину, яка може допомогти вилікувати його проблему. Вона приводить його до старої будівлі, де Сато дивиться презентацію товарів. Замість ліків хлопець купує безліч непотрібного товару.                                           |                                                         |                      |
| 18 | Welcome to No Future! «(ノーフューチャーにようこそ!)»   | 6 листопада 2006     |
| Каору, Місакі і Сато намагаються повернути товар назад. |                                                         |                      |
| 19 | Welcome to the Blue Bird! «(青い鳥にようこそ!)»         | 13 листопада 2006    |
| 20 | Welcome to Winter Days! «(冬の日にようこそ!)»           | 20 листопада 2006    |
| 21 | Welcome to the Reset! «(リセットにようこそ!)»           | 27 листопада 2006    |
| 22 | Welcome to the God! «(神様にようこそ!)»                 | 4 грудня 2006        |
| Сато і Хітомі проводять Новорічну ніч, однак їх разом бачить Місакі. |                                                         |                      |
| 23 | Welcome to Misaki! «(岬にようこそ!)»                    | 11 грудня 2006       |
| 24 | Welcome to the NHK! «(N･H･Kにようこそ!)»                | 18 грудня 2006       |
| Тацухіро наздоганяє Місакі, яка має намір покінчити життя самогубством. Сато зупиняє дівчину, зізнавшись їй в коханні. |                                                         |                      |